# BgC3
bgC3 LLC é uma companhia estadunidense fundada por Bill Gates especializada em serviços tecnológicos, pesquisas industriais e desenvolvimento de hardwares e softwares.e tem um valor significativo no mercado.